# Santo en la venganza de la momia
Santo en la venganza de la momia és una pel·lícula mexicana del 1971 dirigida per René Cardona. Forma part de la sèrie Santo, el enmascarado de plata.

## Argument
Després d'un combat amb dos lluitadors italians, Santo és convidat a formar part d'una expedició arqueològica a un jaciment asteca. Sense voler, profanen la tomba d'un sacerdot maleït i han d'enfrontar-se a la seva mòmia que comença a assassinar els membres de l'expedició.

## Repartiment
- El Santo : Santo
- Eric del Castillo : Sergio Morales
- Mary Montiel : Susana
- César del Campo : Prof. Romero
- Carlos Ancira : Prof. Jiménez
- Alejandro Reyna : Plácido
- Carlos Suárez : Chef guide
- Alma Rojo : Rosa Bermúdez
- El Hijo del Santo : Agapito
- El Rebelde Rojo